# Leptopelis oryi
Leptopelis oryi är en groddjursart som beskrevs av Robert F. Inger 1968. Leptopelis oryi ingår i släktet Leptopelis och familjen Arthroleptidae. IUCN kategoriserar arten globalt som livskraftig. Inga underarter finns listade i Catalogue of Life.